# Província de Awa (Tokushima)

Mapa das províncias japonesas (1868) com a província de Awa (Tokushima) em destaque

Awa (阿波国, Awa no kuni) foi uma antiga província do Japão na área que hoje é parte da prefeitura de Tokushima em Shikoku. Awa fazia fronteira com as províncias de Tosa, Sanuki e Iyo.